# 石泉漁港
石泉漁港，位於台灣澎湖縣馬公市石泉里，主管單位為澎湖縣政府，屬第二類漁港，碼頭朝南開口，西側接壤前寮漁港，東側的海堤則與菜園漁港相連。:167

## 簡介
石泉里位於澎湖縣馬公市郊，面朝馬公內灣，古稱「石井社」，又因聚落的西南側口之低窪處的石孔，如水井自然湧出甘泉，故又名「石泉社」，在清領時期屬嵵裡澚、日治時期改隸隘門辦務署，今行政區劃分至馬公市，早昔居民多以務農為主，較少從事漁業，漁作也以撿拾潮間帶的生物為主。
石泉漁港最初僅在聚落南方的濱海口西側搭建防波堤，涵蓋碼頭總長度約270公尺，建立年代不詳。民國80年（1991年），因應「第二期臺灣地區漁港建設方案」，動用新台幣382萬元的經費，將原防波堤堤頭處向南延展，增建防波堤兼碼頭37公尺；民國85年（1996年），復用新台幣580萬於西堤防的中段築建突堤碼頭80公尺、擋土牆20公尺以及挖方泊地等；合計新台幣962萬元。:167、175-176
「第三期臺灣地區漁港建設方案」中，先於民國87年（1998年）度，在突堤碼頭北側興建100公尺的擋土牆，並於填築後側的土地、民國89年（2000年石泉漁港）則修建防波堤外側長度285公尺的護岸，第三期的工程經費為新台幣447萬元。民國90年至91年（2001年－2002年）的「第四期臺灣地區漁港建設方案」，再度投入經費修復石泉漁港西防波堤與碼頭，並增設車緣石120公尺，並加封部分的碼頭面，最後一期的工程耗費新台幣274萬元。:167、175-176
根據2005年出版的《續修澎湖縣志．財政志》資料，石泉漁港的築建經費自民國80年（1991年）至民國91年（2002年）為止，其工程經費總計為新台幣1683萬元。:176
現行台灣的漁港法，石泉漁港屬於「第二類漁港」，而在民國95年（2006年）1月27日之前的漁港法舊制中，屬於供地方性使用的「第三類漁港」。今石泉漁港突堤117公尺、泊地約4700平方公尺，碼頭280餘公尺，當地漁業屬於養殖漁業，以養殖牡蠣為主。

## 文創園區
「藝術拓荒者」陳扶氣透過拾荒、收購舊廟拆除下來的零件，或用廢棄的車輪、木頭和鐵器組合成各種藝術作品，最初以此為幟，在石泉漁港旁搭建船屋民宿，吸引遊客來訪，後因故歇業，現已計畫轉型成「文創園區」，並曾獲得文建會的獎勵補助。

## 圖輯

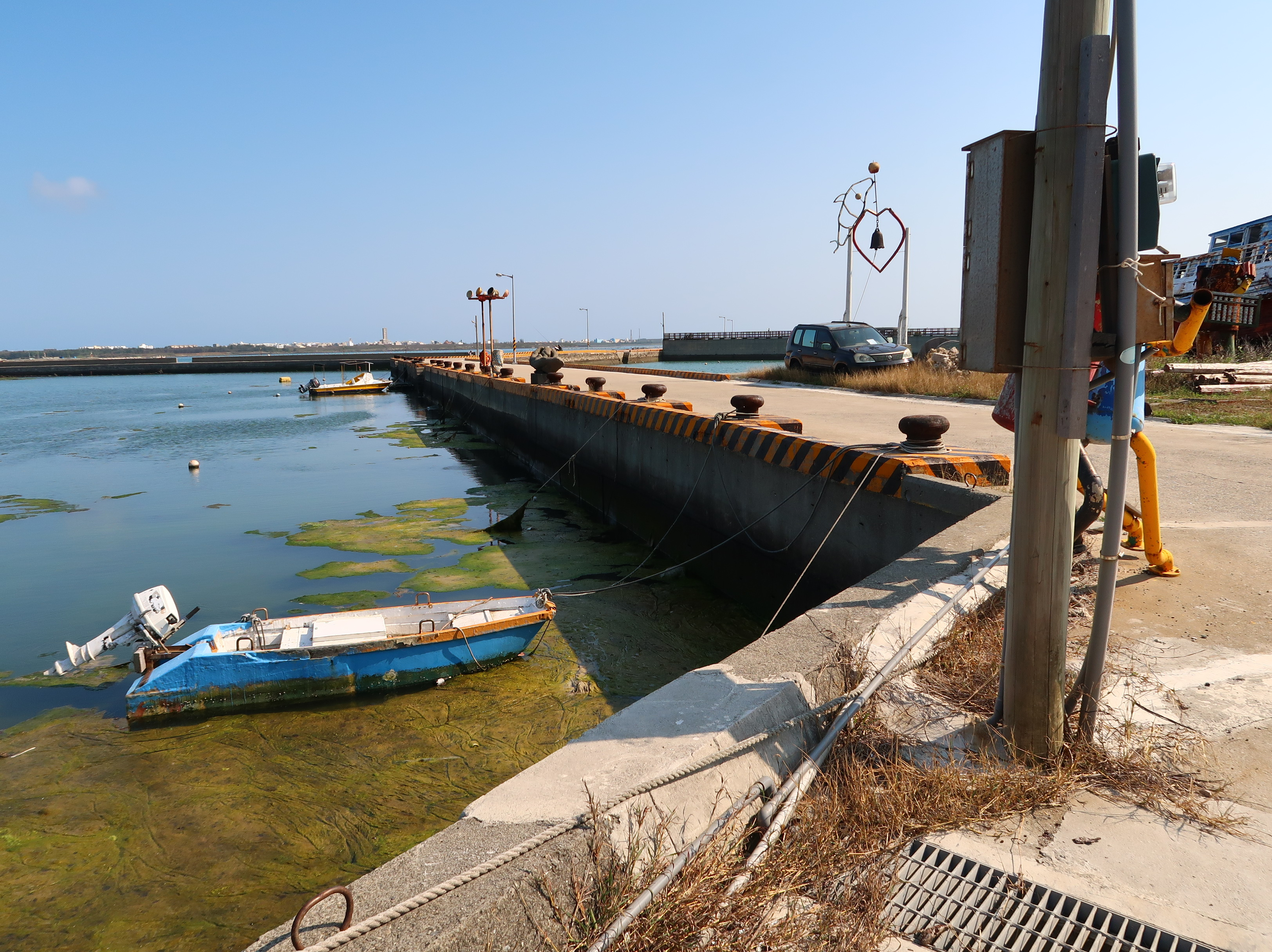
石泉漁港、海堤
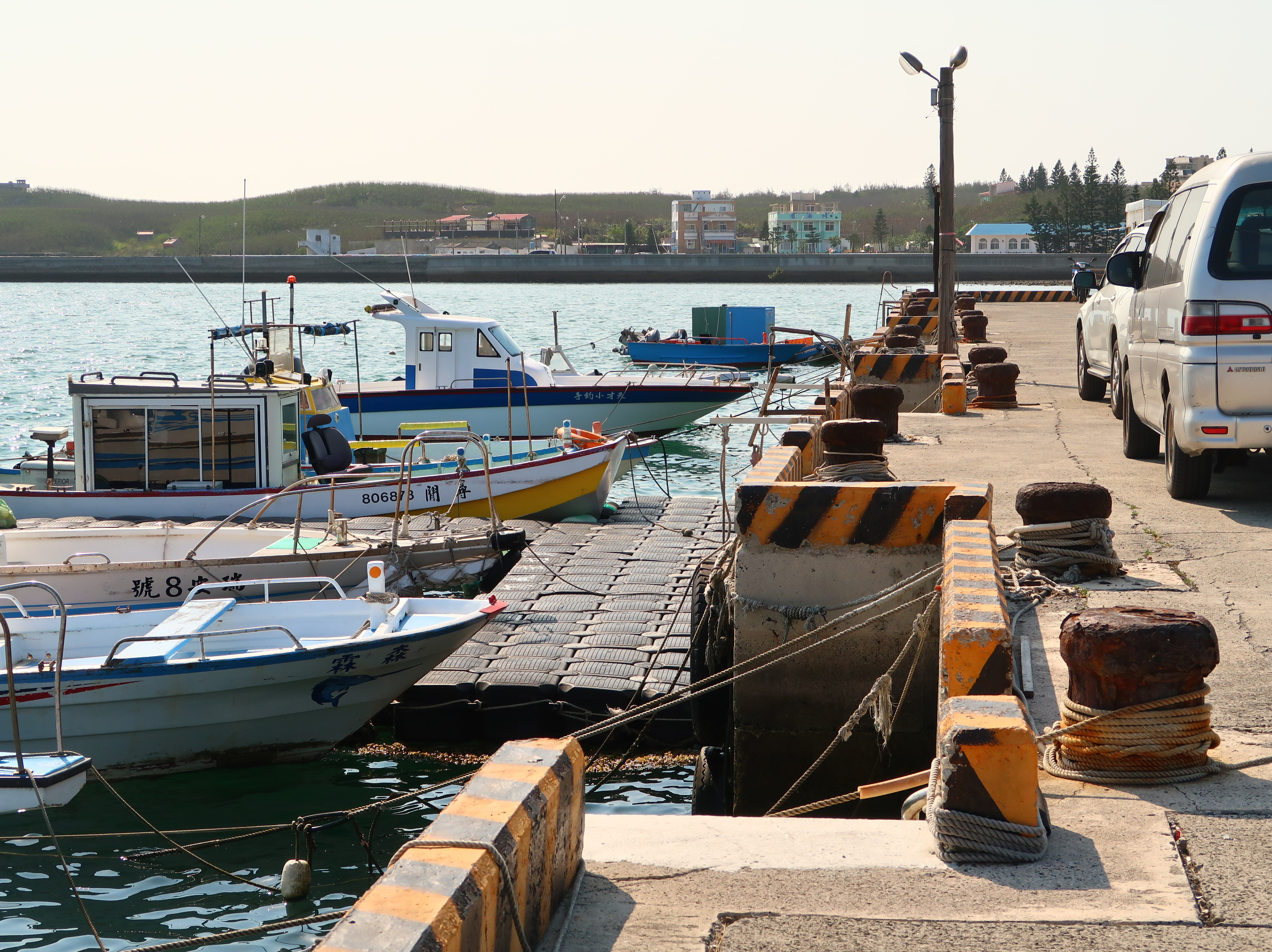
堤岸泊船
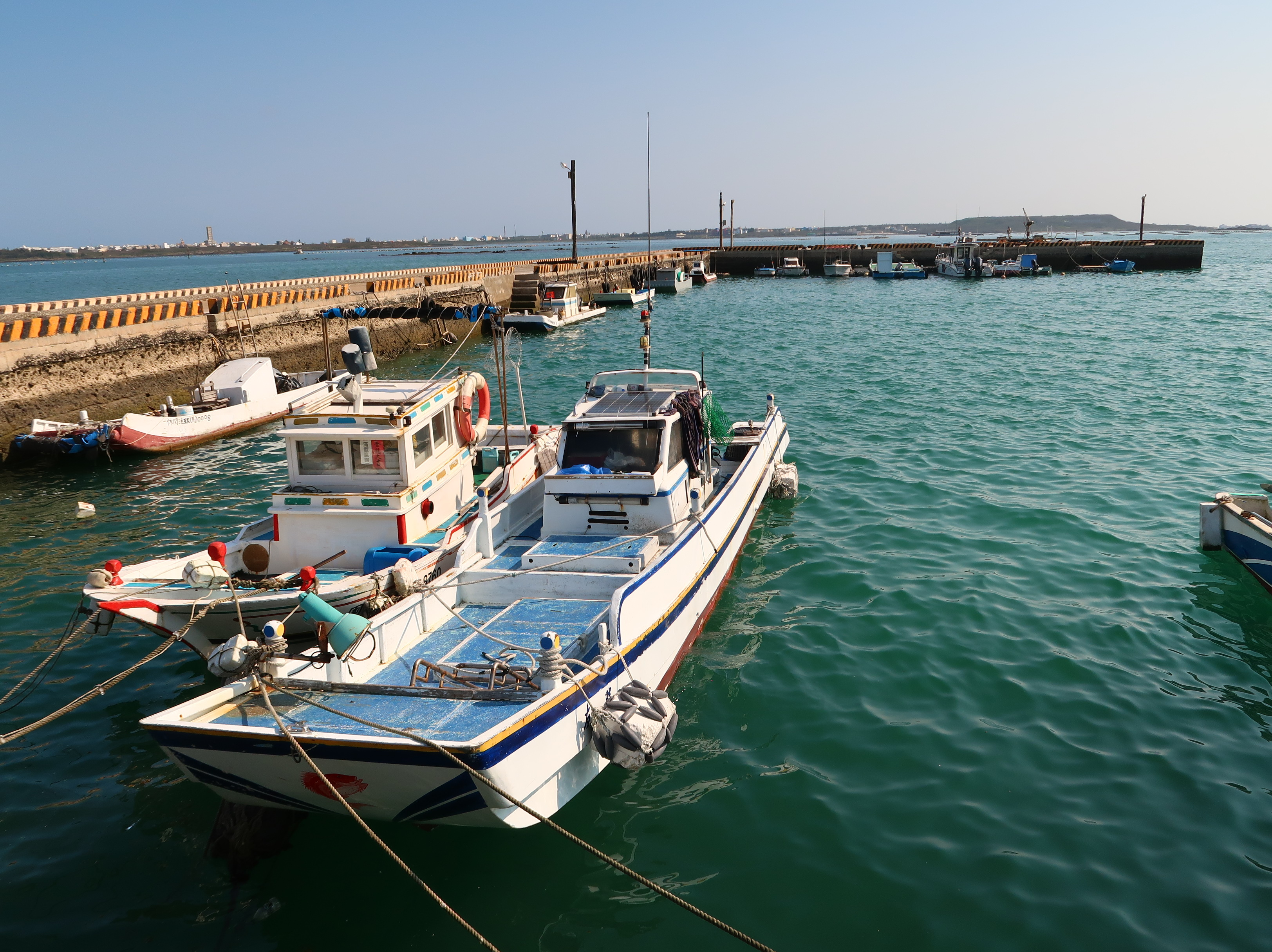
東側突堤
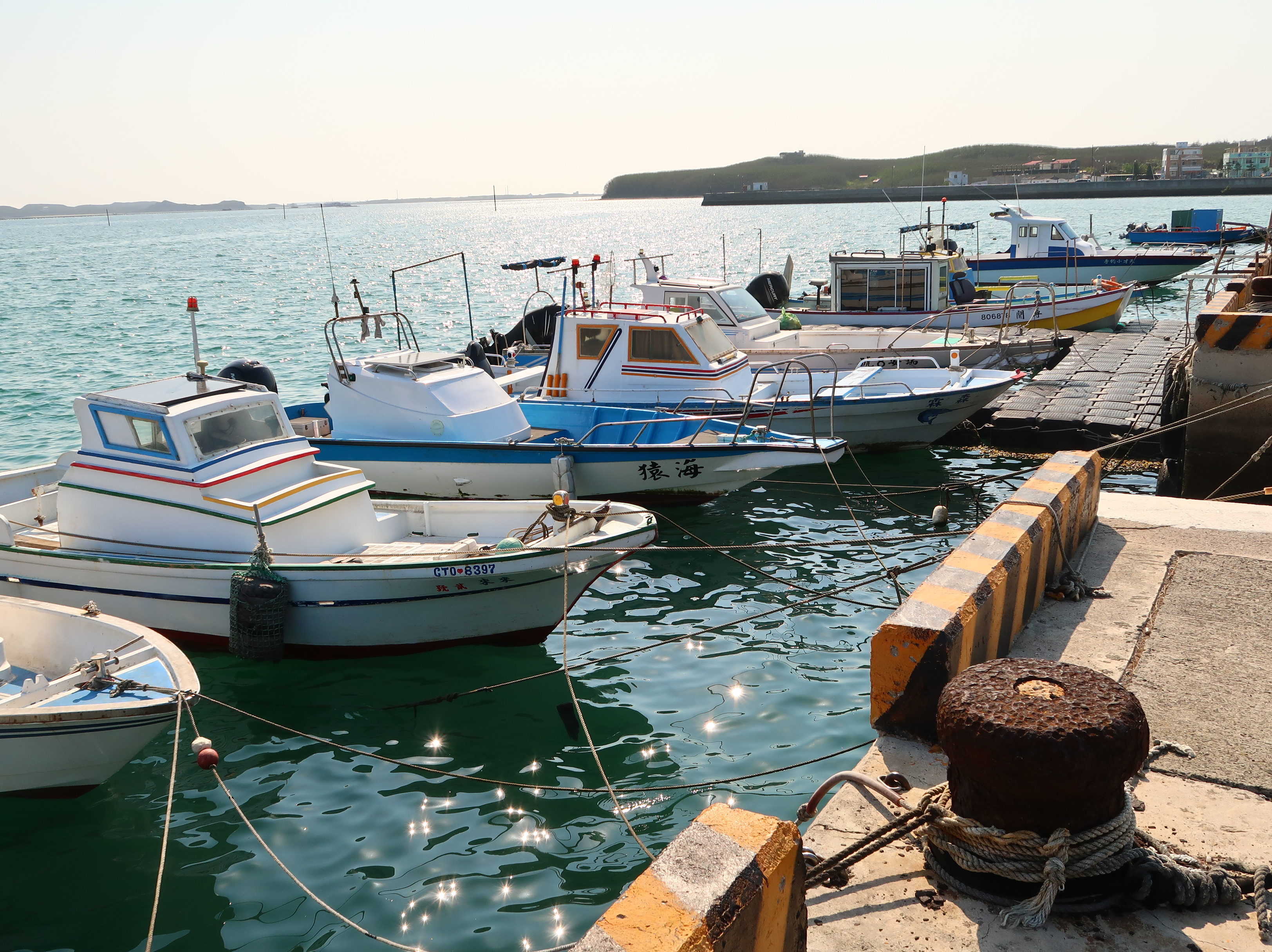
停泊船隻
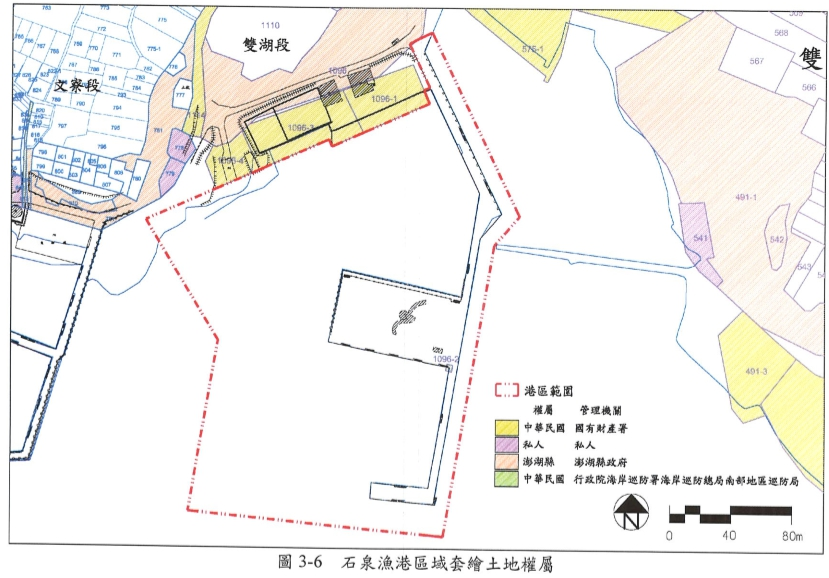
土地權屬圖
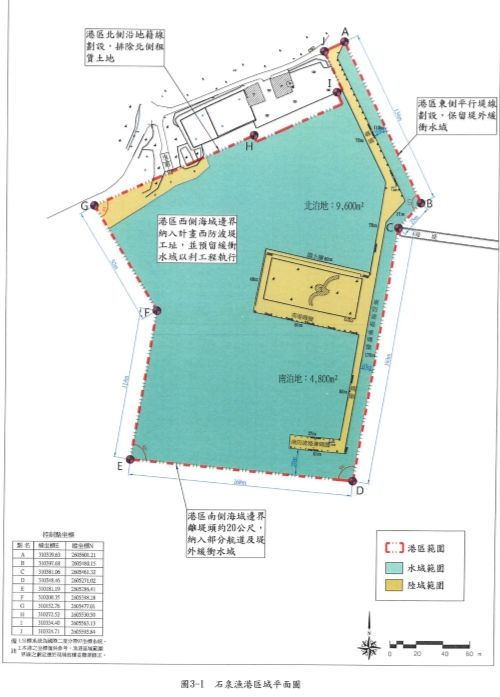
區域平面圖
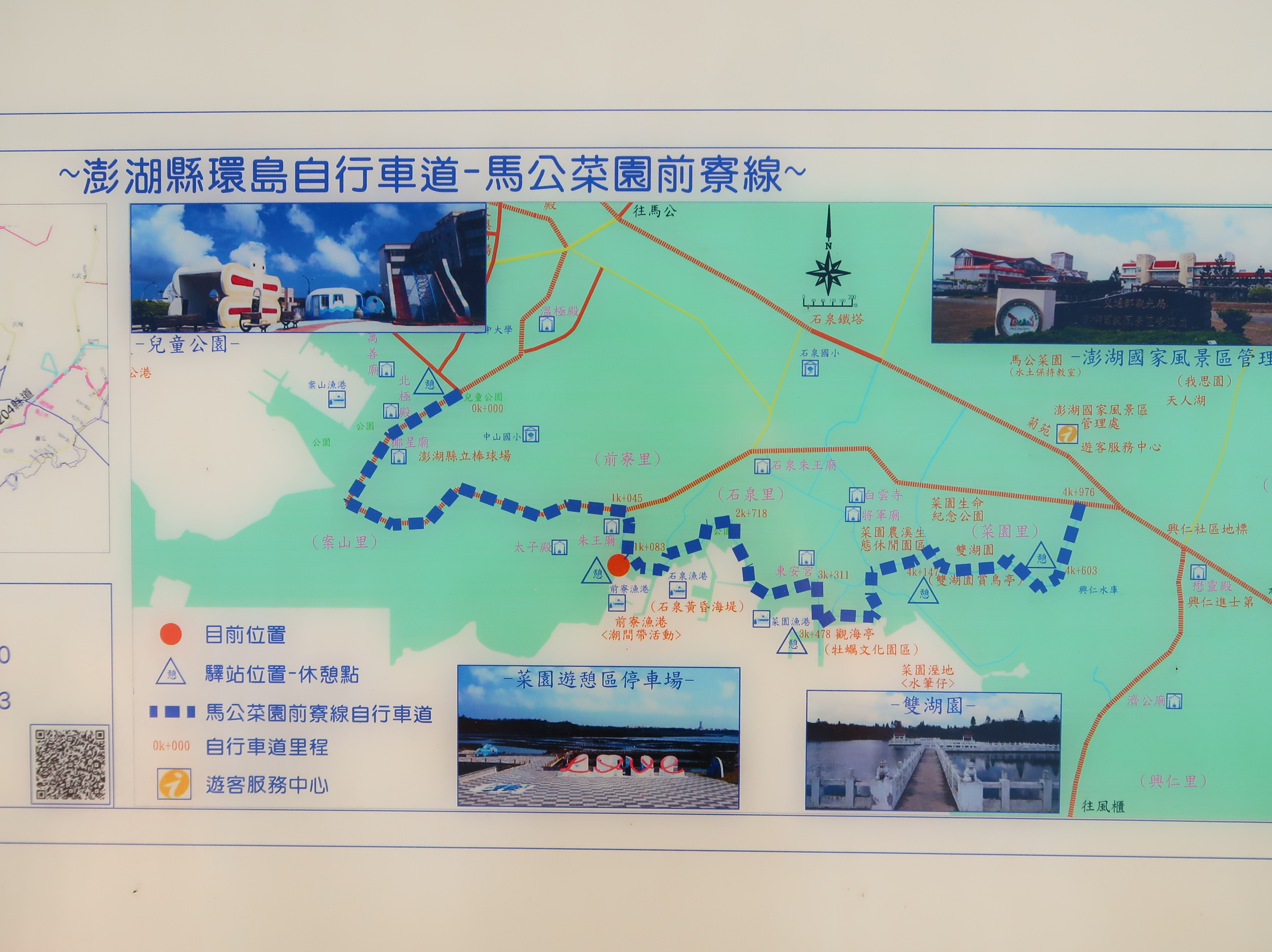
三港分布圖

## 外部連結
- 澎湖縣政府工務處港灣科－石泉漁港
- 菜園漁港安檢所